# Corsa (revista)

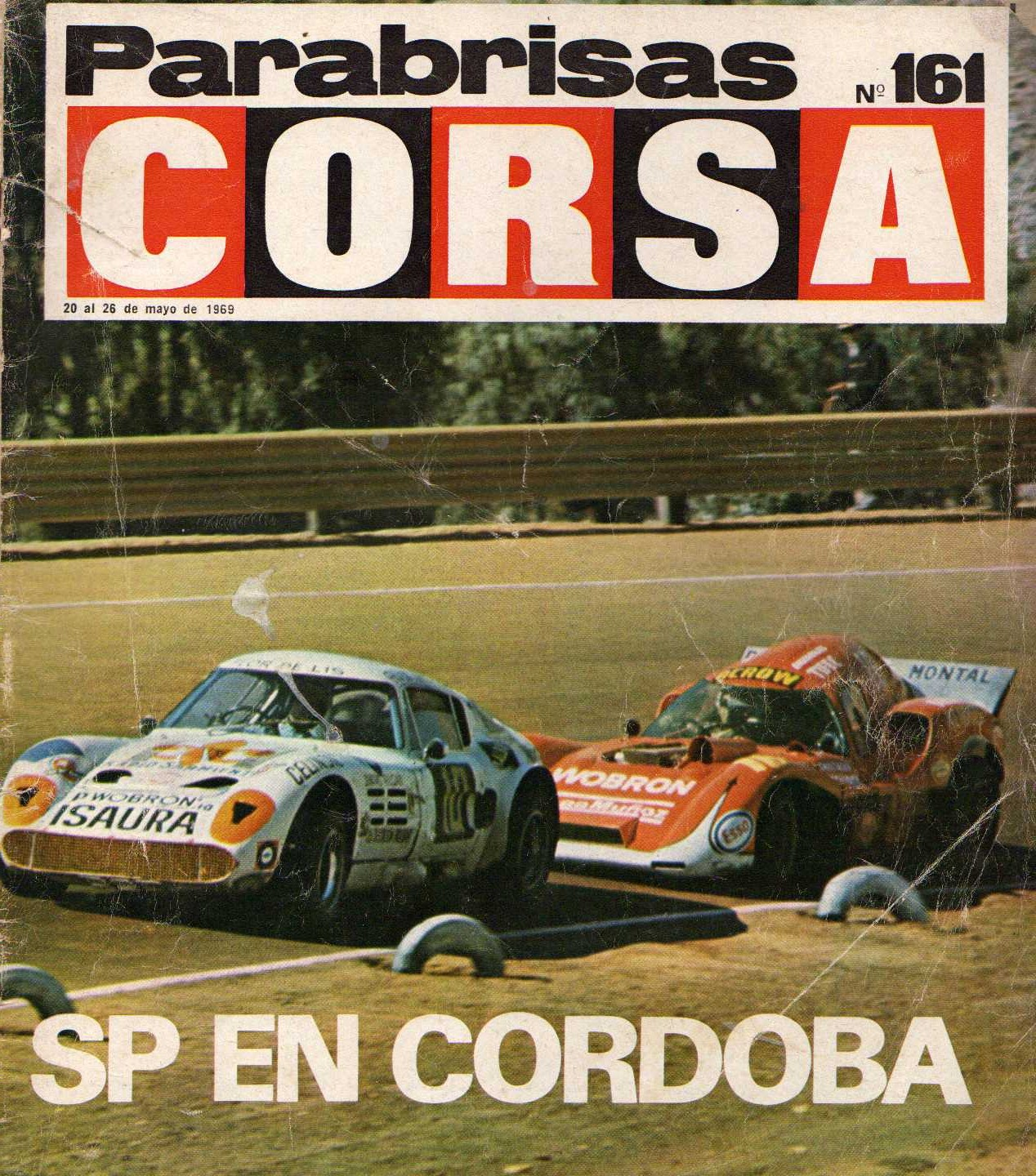
Tapa de una edición de 1969.

Corsa fue un semanario fundado en 1966 y relanzando en 2007, editado en Argentina y dedicado al deporte motor. Corsa cubrió noticias del automovilismo en Argentina, principalmente sobre el Turismo Carretera, Turismo Nacional y TC 2000/Súper TC 2000, y del automovilismo internacional, destacando la Fórmula 1.

## Trayectoria

### Primera etapa
Su primer número apareció el 19 de abril de 1966, editada por Editorial Abril. Era un semanario de la revista Parabrisas.
En esta etapa escribieron periodistas especializados como Germán Sopeña, Alfredo Parga, Jorge Augé Bacqué, Carlos Figueras, Enrique Sánchez Ortega, Carlos Marcelo Thiery, y otros grandes periodistas de la materia. La revista cubrió extensamente la carrera de pilotos de monoplazas en Europa, en especial a Carlos Reutemann durante su etapa en la Fórmula 1.
En 1992 la Editorial Abril cerró, y la revista Corsa fue adquirida por un grupo encabezado por Domingo Cutuli, la Editorial Ver. Esta editorial cerró definitivamente en 2002. Cuando aconteció este cierre, varios periodistas cesantes fundaron la revista Coequipier, con un estilo similar al de Corsa, pero el emprendimiento sólo duró dos años.

### Segunda etapa
En febrero de 2007, la revista fue relanzada por el empresario y expiloto Alejandro Urtubey. Luego se lanzó Suple Corsa, un suplemento semanal que se publica encartado en diarios del interior.
En 2009 integró la red social Twitter como canal de comunicación, siendo uno de los primeros medios en la Argentina en hacerlo.
En abril de 2012, la revista pasó de ser semanal a mensual. Luego del anuario 2015, la revista dejó de editarse, mientras que el Suple Corsa siguió en circulación hasta junio de 2019.
En enero de 2020, la página web dejó de actualizarse.